# Aptandra liriosmoides
Aptandra liriosmoides är en tvåhjärtbladig växtart som beskrevs av Richard Spruce och John Miers. Aptandra liriosmoides ingår i släktet Aptandra och familjen Aptandraceae. Inga underarter finns listade i Catalogue of Life.